# フォーダイト

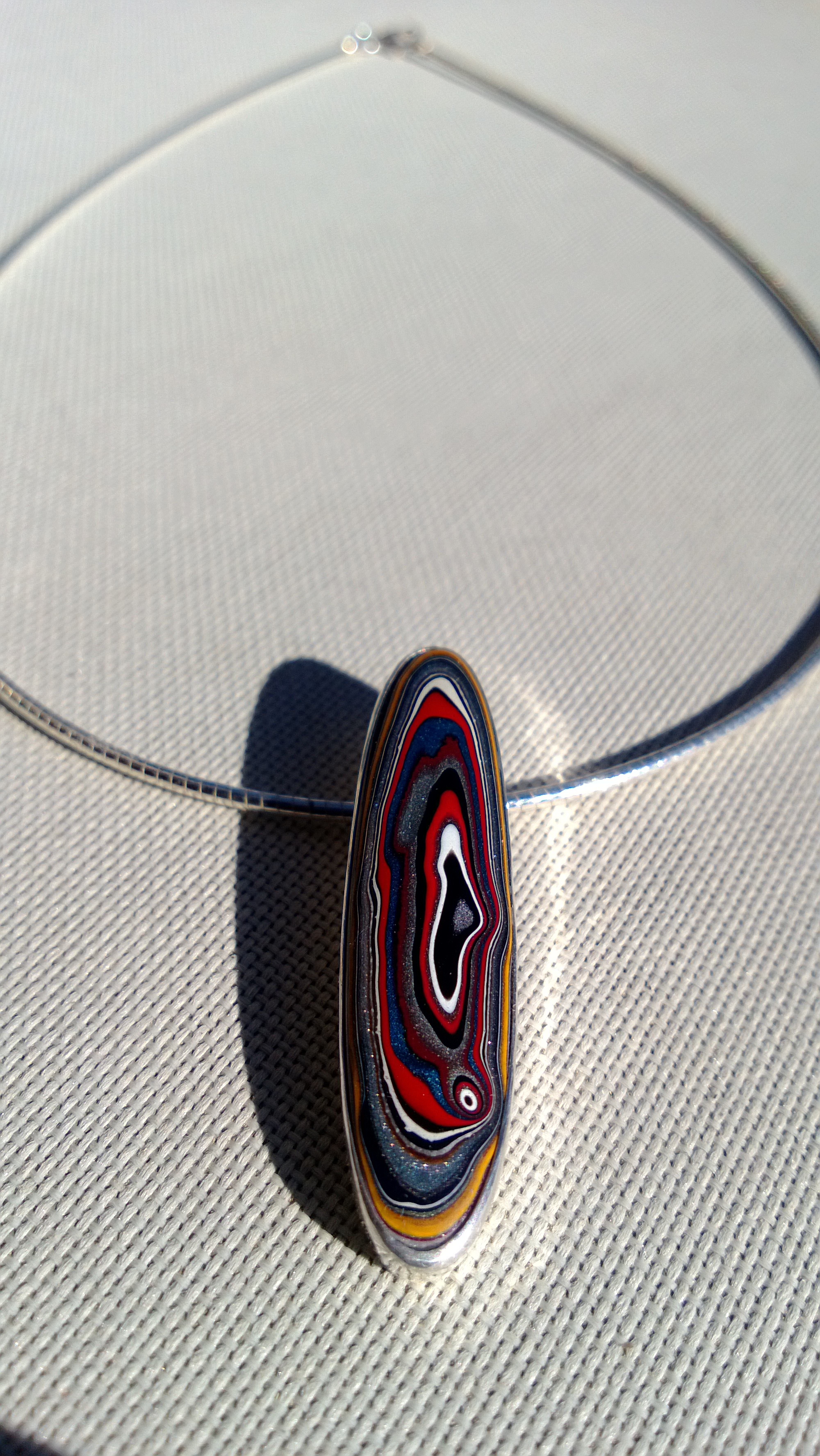
フォーダイトを用いたペンダント

フォーダイト（Fordite、「フォード石」の意）は、自動車の塗装に用いられていたエナメル塗料が層を成し、固まってできた人工鉱石。アメリカ合衆国ミシガン州デトロイトの自動車廃工場跡から産出され、デトロイトメノウ（Detroit agate）、自動車メノウ（じどうしゃメノウ、Motor agate）とも呼ばれる。
かつて、自動車の塗装は手作業で、スプレーで吹き付けることによって行われていた。そのため、過剰に吹き付けられた塗料が作業現場の通路や荷台等に漏れた。そして、年月を経るごとに、作業現場には様々な色の塗料が層を成して積み重なっていった。そして、塗料を硬化させるための高熱処理を何百回、何千回と繰り返したため、層を成して積み重なった塗料もその度に固まった。
やがて、この塗料の層はあまりにも厚くなりすぎて、作業の妨げになるため、取り除く必要が生じた。その際に、創意工夫に富む者たちは、メノウのようにも見えるこの塗料の層の塊をカットしたり、研磨したりして、宝飾品としてリサイクルすることを思いつき、製品化した。
また、フォーダイトの色は、それが形成された年代、ひいては、アメリカ合衆国における自動車産業の歴史を示す史料にもなっている。例えば、同国における1940年代の自動車は概ね黒か茶色のエナメルであったが、1960年代には、より色とりどりのラッカーが使われるようになったことを、フォーダイトは示している。
なお、現在の自動車の塗装には、塗料の粒をクーロン力（静電気力）で鋼板に吸着させる静電塗装が用いられており、塗料の過剰な吹き付けはほとんど起こらなくなった。そのため、フォーダイトも形成されなくなった。

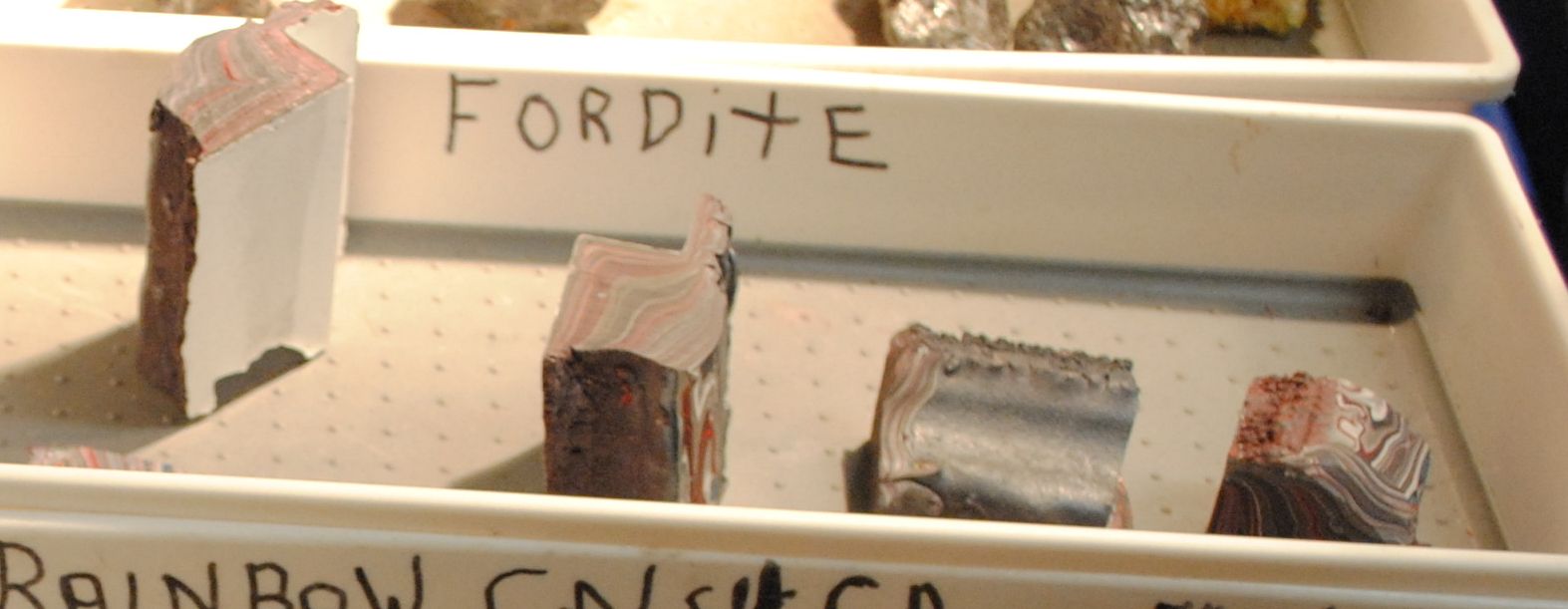
フォーダイトの原石